# Rejon Podujane
Rejon Podujane (bułg.: Район Подуяне) – rejon w obwodzie miejskim Sofii, w Bułgarii. Populacja wynosi 86 000 mieszkańców.